# Грб Рибника
Грб Рибника је званични грб српске општине Рибник. Грб је усвојен 22. јула 2005. године.
Симбол општине има облик средњовјековног штита са припадајућим садржајем који подсјећа на старе амблеме општина из комунистичког времена.

## Опис грба
Грб Рибника описан је у Статуту из 2005. као штит који доле завршава са благим шиљком, са знаком крста са четири слова (ћирилицом "С"). На горњој линији штита, са контурама дрвећа у средини и са двије рибе, плава и бијела, у доњем дијелу штита. Ово ликовно рјешење кориштено је до краја 2009. године, када је и настао овај темељни опис, чему се додаје и два бијела панела, по један са сваке стране знака крста, десни с натписом имена општине, лијеви са годином 1818. Од почетка 2010. општина користи неколико модификованих приказа, нпр: без слова „С“ око крста, те годином 1850. Постоје и друге мање графичке разлике.